# Emmanuelle Béart
Emmanuelle Marie Hélène Béart (ur. 14 sierpnia 1963 w Gassin) – francuska aktorka filmowa i telewizyjna, ambasador dobrej woli UNICEF.

## Życiorys

### Wczesne lata
Urodziła się w Gassin, niedaleko Saint-Tropez na Francuskiej Riwierze, w departamencie Var. Jej ojcem był poeta, kompozytor i piosenkarz Guy Béart (1930-2015), a jej matką aktorka i modelka włosko-greckiego pochodzenia Geneviève Galéa. Jej ojciec opuścił dom, gdy była jeszcze młoda. Wychowywana została przez matkę w Cogolin i Beauvallon, w pobliżu Sainte-Maxime. Ze związku matki z Jean-Yves Cerieix urodziła się trójka przyrodniego rodzeństwa - Sarah, Ivan i Mikis Cerieix. Ze innego związku z fotografem i dziennikarzem Jeanem-Jacques’em Guespinem miała przyrodniego brata Oliviera. Emmanuelle przejawiała buntowniczy temperament. Marzyła o zostaniu aktorką i często udawała się na wagary.
W 1980 roku, w wieku 17 lat, opuściła dom i przez 15 dni przebywała w Montrealu (Kanada) u przyjaciela rodziny ojca. Uczyła się języka angielskiego i francuskiego w Collège International Marie de France. Poznała reżysera Roberta Altmana, który zachęcił ją, aby została aktorką. W 1983 roku w Paryżu poznawała tajniki aktorstwa pod kierunkiem Jeana-Laurenta Cocheta.

### Kariera
W wieku 8 lat trafiła na ekran w dreszczowcu René Clémenta I nadzieja dla śmierci (La course du lièvre à travers les champs, 1972) u boku Jeana-Louisa Trintignant, Aldo Raya i Roberta Ryana, a mając 12 lat wystąpiła w filmie Dzieci jutra (Demain les mômes, 1975). Jej ulubioną aktorką była Romy Schneider.
Jej pierwszą większą rolą była Hélène w komediodramacie Pierwsze pragnienie (Premiers désirs, 1983) z Patrickiem Bauchau. Jako Constanza w dramacie Zakazana miłość (Un amour interdit, 1984) z Brigitte Fossey i Fernando Reyem została nominowana do nagrody Césara dla najbardziej obiecującej aktorki 1985. Za rolę Manon Cadoret w dramacie Claude’a Berriego Manon u źródeł (Manon des sources, 1986) wg powieści Marcela Pagnola z Yvesem Montandem otrzymała Cezara dla najlepszej aktorki w roli drugoplanowej.
Zasiadała w jury sekcji "Cinéfondation" na 51. MFF w Cannes (1998), w jury konkursu głównego na 57. MFF w Cannes (2004) oraz współprzewodniczyła obradom jury Złotej Kamery na 77. MFF w Cannes (2024).

### Życie prywatne
Od połowy lat 80. była związana z aktorem Danielem Auteuilem, za którego wyszła 10 września 1993, jednak już 21 września 1995 doszło do ich rozwodu. Mają córkę Nelly (ur. 18 kwietnia 1992). Ze związku z kompozytorem Davidem Moreau ma syna Johana (ur. 17 kwietnia 1996). W 2001 związała się z producentem filmowym Vincentem Meyerem, który 15 maja 2003 popełnił samobójstwo. 13 sierpnia 2008 poślubiła reżysera Michaëla Cohena, z którym adoptowała syna Surifela (ur. 2010) i rozwiodła się w 2011.

## Filmografia
| Rok  | Tytuł                                                                         | Rola                       | Reżyser                     |
| ---- | ----------------------------------------------------------------------------- | -------------------------- | --------------------------- |
| 1972 | La course du lièvre à travers les champs                                      | dziecko                    | René Clément                |
| 1976 | Demain les mômes                                                              | Lila                       | Jean Pourtalé               |
| 1980 | Le grand Poucet (TV)                                                          | Grive                      | Charles-Henri Lambert       |
| 1983 | Pierwsze pragnienie (Premiers désirs)                                         | Hélène                     | David Hamilton              |
| 1984 | Raison perdue (TV)                                                            | Sonia Mornant              | Michel Favart               |
| 1984 | Ukryte uczucia (L’Amour en douce)                                             | Samantha Lepage, call-girl | Édouard Molinaro            |
| 1984 | Zacharius (TV)                                                                | Judith                     | Claude Grinberg             |
| 1984 | Zakazana miłość (Un amour interdit)                                           | Constanza                  | Jean-Pierre Dougnac         |
| 1986 | Cinéma 16 (serial TV) - odc. La femme de sa vie                               | Justine                    | Michel Favart               |
| 1986 | Et demain viendra le jour (TV)                                                | Judith                     | Jean-Louis Lorenzi          |
| 1986 | Manon u źródeł (Manon des sources)                                            | Manon                      | Claude Berri                |
| 1987 | Randka z aniołem (Date with an Angel)                                         | Angel                      | Tom McLoughlin              |
| 1988 | Na lewo od windy/I kto tu kłamie? (À gauche en sortant de l'ascenseur)        | Eva                        | Édouard Molinaro            |
| 1989 | Les jupons de la révolution (serial TV)                                       | Marie-Antoinette           | Caroline Huppert            |
| 1990 | Kapitan Fracasse (Captain Fracassa's Journey)                                 | Isabella                   | Ettore Scola                |
| 1991 | Piękna złośnica (La belle noiseuse)                                           | Marianne                   | Jacques Rivette             |
| 1991 | Nie całuję (J'embrasse pas)                                                   | Ingrid                     | André Téchiné               |
| 1992 | Serce jak lód (Un coeur en hiver)                                             | Camille                    | Claude Sautet               |
| 1994 | Piekło (L'Enfer)                                                              | Nelly                      | Claude Chabrol              |
| 1995 | Francuzka (Une Femme Française)                                               | Jeanne                     | Régis Wargnier              |
| 1995 | Nelly i pan Arnaud (Nelly et Monsieur Arnaud)                                 | Nelly                      | Claude Sautet               |
| 1996 | Mission: Impossible                                                           | Claire Phelps              | Brian De Palma              |
| 1998 | Don Juan                                                                      | Elvire                     | Jacques Weber               |
| 1998 | Złodziej życia (Voleur de vie)                                                | Alda                       | Yves Angelo                 |
| 1999 | Czas odnaleziony (Le temps retrouvé)                                          | Gilberte                   | Raúl Ruiz                   |
| 1999 | Gwiazdkowy deser (La Bûche) – (1999)                                          | Sonia                      | Danièle Thompson            |
| 2000 | Ścieżki uczuć (Les Destinées sentimentales)                                   | Pauline Pommerel           | Olivier Assayas             |
| 2001 | Próba generalna (La Répétition)                                               | Nathalie                   | Catherine Corsini           |
| 2002 | 8 kobiet (8 femmes)                                                           | Louise                     | François Ozon               |
| 2002 | W poszukiwaniu Debry Winger (Searching for Debra Winger)                      | w roli samej siebie        | Rosanna Arquette            |
| 2003 | Zabłąkani (Les Égarés)                                                        | Odile                      | André Téchiné               |
| 2003 | Historia Marii i Juliena (Histoire de Marie et Julien)                        | Marie Delambre             | Jacques Rivette             |
| 2003 | Nathalie...                                                                   | Nathalie / Marlène         | Anne Fontaine               |
| 2005 | D’Artagnan i trzej muszkieterowie (D’Artagnan et les trois mousquetaires, TV) | Milady de Winter           | Pierre Aknine               |
| 2005 | Piekło (L'Enfer)                                                              | Sophie                     | Danis Tanović               |
| 2006 | Zbrodnia (A Crime)                                                            | Alice Parker               | Manuel Pradal               |
| 2006 | Le Héros de la famille                                                        | Léa O’Connor               | Thierry Klifa               |
| 2007 | Świadkowie (Les témoins)                                                      | Sarah                      | André Téchiné               |
| 2008 | Disco                                                                         | France Navarre             | Fabien Onteniente           |
| 2008 | Vinyan                                                                        | Jeanne Bellmer             | Fabrice Du Welz             |
| 2008 | Z miłości do gwiazd (Mes stars et moi)                                        | Isabelle Séréna            | Laetitia Colombani          |
| 2010 | Nous Trois                                                                    | Marie                      | Renaud Bertrand             |
| 2010 | Ça commence par la fin                                                        | Gabrielle                  | Michaël Cohen               |
| 2011 | Ma compagne de nuit                                                           | Julia                      | Isabelle Brocard            |
| 2012 | Żegnaj blondyneczko (Bye Bye Blondie)                                         | Frances                    | Virginie Despentes          |
| 2012 | Télé gaucho                                                                   | Patricia Gabriel           | Michel Leclerc              |
| 2013 | Par exemple, Électre                                                          | Chrysothemis               | Jeanne Balibar, Pierre Léon |
| 2014 | My Mistress                                                                   | Maggie/ kochanka           | Stephen Lance               |
| 2014 | Les Yeux jaunes des crocodiles                                                | Iris Dupin                 | Cécile Telerman             |
| 2015 | Beyond the Known World                                                        | Louise                     | Pan Nalin                   |

## Nagrody i odznaczenia
- Officier de L'Ordre des Arts et des Lettres (2012) przyznany przez rząd francuski.